# 鍵山喬一
鍵山 喬一（かぎやま きょういち、1981年7月17日 - ）は、埼玉県出身のミュージシャン。ドラマーで、cocobat、アーバンギャルドの元メンバー。

独自の音楽活動を主体とし、その多様な経歴から多くのミュージシャンのサポートドラマーとしてもジャンルを問わず活躍している。
愛称は「きょうちゃん」。

## 経歴
- 1998年頃〜 都内ライブハウスにて活動開始。
- 2004年〜2005年 cocobatに加入。永井豪トリビュート・アルバムの録音やZepp TOKYOでのライブ、海外公演などに参加。
- 2006年- 航空電子にサポートメンバーとして加入。[1]2009年のアルバム『IMPULSE!!』とコンピレーションCD『東京ゲリラ2』の録音などに参加。
- 2010年- 岸田教団&THE明星ロケッツのボーカル；ichigo、石鹸屋の元ベース（現在：ヒトリエで活動）；イガラシらとJUDGEMENT(ジャッジメント)を結成。[2]
- 2011年- サポートメンバーを経てアーバンギャルドに正式加入。[3]
- 2011年- 戦国バンドのライブサポートに参加[4]
- 2012年- PolyphonicBranchのライブサポートに参加
- 2013年- 大久保敬とのユニットエアインチョコを結成。
- 2013年- 自身がリーダーとなるバンドFDz（Fuckin Dazより改称）を結成。ギター&ボーカルを担当。
- 2014年- 10月4日のライブをもってアーバンギャルドから脱退。[5]
- 2015年- 辻詩音のライブサポートおよびレコーディングに参加。
- 2015年- トーキョーキラー[6]へ加入。『トーキョー★キラーストリート』リリース。
- 2015年- KIMERUのライブサポートに参加。
- 2015年- GalapagosSへサポートドラムとして参加。
- 2016年- FDz 1st Album『ミュージックサワー』をリリース。
- 2017年- 声優；佐藤拓也のアルバムDAY & NIGHT収録のMy salvationを作詞。ライブサポートもおこなう。
- 2017年- IKUO×Kimeru×Kaworu★　OVERLAP GIGのライブサポート。
- 2018年- モバイルアプリ『キングダム 乱 -天下統一への道』ゲーム内音楽のレコーディング参加。
- 2018年- テレビ東京系『フォーカード』番組内音楽のレコーディングに参加。
- 2019年- 日高央率いるバンドTHE STARBEMSのライブサポートに参加。
- 2019年- TVアニメ『ファンタシースターオンライン2 エピソード・オラクル』エンディングテーマ『Timeless Fortune』のレコーディングに参加。

## 演奏スタイル
- ロックを基調としながらも、ハードコアやオルタナティヴ、テクノポップなど幅広く活動している。
- 一方、エアインチョコや様々なミュージシャンとのセッションでの即興演奏も得意としている。
- 曲によってはマレットやブラシなどのジャズ系のドラムスティックの使用やツーバス（ツインペダル）などを使用している。

## 使用機材
- Drum set[7]
  - Ludwig 1970s Amber Vistalite 22.16.13.12.
  - Ludwig lm402
  - GRETSCH Maple
  - paiste 2002 15 sound edge
  - K.Zildjian Custom20
  - RolandTD-15
  - RolandTD-30

- Electric Guitar[7]
  - Gibson Flying V

## ディスコグラフィー

### アーバンギャルド
アーバンギャルドの頁を参照。

### cocobat
1. GO! GO! NAGAI! TRIBUTE TO THE 永井豪（2005/09/07 徳間ジャパン TKCA-72901）
2. The Basement Tracks 〜10YEARS SOUNDTRACK OF 7STARS〜（2005/11/23  トイズファクトリー TFCC-86188）

### 航空電子
1. IMPULSE!!（2009/10/14 C-LINK LOCL-011 ）
2. 東京ゲリラ2（2009/10/14 C-LINK LOCL-012）

### ジャッジメント
1. 東京メリィゴゥランド（2010/08/14頒布）
2. みずいろ（2011/08/13頒布）
3. JULIETTA e.p.（2011/12/31頒布）

### FDz
1. ミュージックサワー（2016/04/01）

### トーキョーキラー
1. トーキョー★キラーストリート（2015/04/22 SOLID RECORDS CDSOL1628）
2. 同級生キラー（永友タロウ×トーキョーキラー名義）（2016/08/24 サオトメレコード SOTM001）
3. BOOM GO!!（2019/09/11 SOLID RECORDS CDSOL1851）

## レコーディング参加作品
1. Daisy×Daisy 『光彩 -ヒカリ-』(アルバム『Daisy×Daisy』に収録 2011/11/16 ポニーキャニオン PCCA.03501）
2. PASSPO☆ 『夏空HANABI』、『Dear My Friends』(シングル『夏空HANABI』に収録 2012/08/15 ユニバーサルJ UPCH-9763/UPCH-5761/PDCJ-1961〜9/PDCJ-1970）
3. GalapagosS 『Coming new ground』（2016/05/18 Beat Surfers BSUK-1005）
4. 辻詩音 『卒業のうた』(2015/01/07 e-smart Recordings）
5. 辻詩音 『サマーフラッグ！』(2015/05/27 e-smart Recordings）
6. 辻詩音 『砂漠』(アルバム『わたしの王国』に収録 2018/10/24 ベルウッド・レコード）
7. TACOS NAOMI 『Dream Comes True feat. THE ポッシボー』、『Graduater feat. ANGEL-TAKA (UCHUSENTAI:NOIZ)』(アルバム『TACOS NAOMI WORKS CD』に収録 2014/11/12 ALLEX ENTERTAINMENT AECD-0030）
8. 有坂美香 『Timeless Fortune』(2019/11/06 フロンティアワークス ）